# 木曽岬町立木曽岬小学校
木曽岬町立木曽岬小学校（きそさきちょうりつ きそさきしょうがっこう）は、三重県桑名郡木曽岬町にある公立小学校。

## 概要
木曽岬町は、三重県の北東端、木曽川の河口部に位置する。東は愛知県弥富市と接し、西は木曽川を挟んで桑名市が隣接している。小学校は木曽岬町の中央西に位置し、桑名駅から東に車で約15分、名古屋駅から西南に約30分の田畑の残る田園地帯にある。

## 沿革
- 1873年（明治06年） - 雁ヶ地新田に創立
- 1873年（明治06年） - 外平喜学校と命名
- 1875年（明治08年） - 源緑学校創立
- 1882年（明治15年） - 外平喜学校を両橋学校と改称
- 1908年（明治41年） - 源緑学校と合併し、木曽岬尋常小学校と改称
- 1911年（明治44年） - 高等科設置
- 1915年（大正04年）10月15日 - 現在地に新築移転（創立）
- 1941年（昭和16年）4月1日 - 木曽岬村国民学校に改称
- 1947年（昭和22年）4月1日 - 木曽岬村立木曽岬小学校に改称
- 1950年（昭和25年）9月 - 中学校を分離
- 1954年（昭和29年）10月6日 - 校舎新築落成
- 1959年（昭和34年）9月26日 - 伊勢湾台風により、講堂が流失
- 1961年（昭和36年）4月18日 - 講堂・特別教室・給食室新築落成
- 1965年（昭和40年）7月22日 - プール完成
- 1972年（昭和47年）11月2日 - 鉄筋二階建て水洗便所完成
- 1973年（昭和48年）2月13日 - 校歌制定
- 1977年（昭和52年）8月16日 - 校舎増改築竣工
- 1978年）昭和53年）12月24日 - 給食センター竣工（併設）
- 1979年（昭和54年）6月30日 - プール改造
- 1980年（昭和55年）5月8日 - 村民体育館（小学校併用）完成
- 1987年（昭和62年）8月31日 - 校舎外装工事完成
- 1988年（昭和63年）8月31日 - 校舎内装改修工事
- 1989年（平成元年）5月1日 - 木曽岬村が町制施行して木曽岬町となり、木曽岬町立木曽岬小学校に改称
- 1999年（平成11年）11月1日 - 校舎大規模改修工事完成
- 2000年（平成12年）3月26日 - 校舎大規模改修工事竣工式
- 2003年（平成15年） - プール改修
- 2005年（平成17年）4月1日 - 2学期制を導入

## 校歌
- 作詞：川瀬 一郎
- 作曲：水谷昌平

## 教育目標
地域とともに、生きる力をそなえた子どもを育てる

## 学校行事
| - 4月 始業式、入学式、授業参観 - 5月 遠足 - 6月 | - 7月 野外体験活動 - 8月 - 9月 運動会 | - 10月 修学旅行 - 11月 - 12月 | - 1月 - 2月 6年生を送る会 - 3月 卒業式、修了式 |

## 通学区域
- 木曽岬町全域 [1]

## 進学先中学校
- 木曽岬町立木曽岬中学校[1]

## 主な施設
- 木曽岬町立木曽岬こども園
- 木曽岬町立南部幼稚園・保育園
- 木曽岬町立木曽岬中学校
- 木曽岬町役場
- 木曽岬町立図書館
- 木曽岬町体育館
- 木曽岬町武道館
- 木曽岬町立文化資料館
- 木曽岬郵便局

## 交通
- 近鉄名古屋線近鉄弥富駅から木曽岬町自主運行バスで約15分、木曽岬小学校前バス停下車約1分